# 凤凰焦点关注
《凤凰焦点关注》（英語：China Resources Focus，2017年2月3日及之前为“China Resources Phoenix Focal Point”）是凤凰卫视制作的一档新闻节目，2012年1月1日开播，现时在凤凰卫视中文台、美洲台、欧洲台、澳洲版播出。该节目是凤凰卫视第一档云信息直播节目，也是鳳凰衛視第一檔及目前唯一一檔於香港台錄影廠作直播的非粵語節目。
2022年1月1日，配合凤凰卫视改版，《凤凰焦点关注》与《记者再报告》合并，更名为《凤凰聚焦》。

## 冠名
- 2012-2013年，该节目由天地壹号冠名赞助。
- 2014-至今，该节目由华润集团冠名赞助，定名為《华润·凤凰焦点关注》。

## 播出时间[1]
- 凤凰卫视中文台：香港时间周一至周五20：35-20：55首播，周二至周六04：05-04：25、13：35-13：55重播。
- 凤凰卫视欧洲台：格林威治时间周一至周五19：25-19：45，周二至周六09：00-09：20。
- 凤凰卫视美洲台：美国西岸时间周一至周五22：40-23：00，（翌日）周二至周五04：35-04：55。
- 凤凰卫视澳洲版：悉尼时间周二至周六04：25-04：45，18：00-18：20。

## 节目内容
节目共分为2节，通常节目组会挑选2条重要新闻，首先会由记者报道，随后主持人通过网络搜索世界各地媒体的有关报道。之后是“焦点点评”环节，由当日的值班总编评论当日的新闻。

## 主持人和值班总编

### 主持人
- 任韌（2016年9月加入）
- 陳琳（2024年2月加入）
- 安东（代班）
- 李科夫（已不再担任）
- 马斌（已不再担任）
- 刘芳（已不再担任）
- 陈淑婉（代班，已不再担任）

### 值班总编
- 何亮亮
- 杜平
- 吕宁思

## 外部連結
- 官方网站（页面存档备份，存于）